# Kryptopterus palembangensis
Kryptopterus palembangensis és una espècie de peix de la família dels silúrids i de l'ordre dels siluriformes.

## Morfologia
Els mascles poden assolir els 17 cm de llargària total.

## Distribució geogràfica
Es troba a Sumatra (Indonèsia) i Tailàndia.